# Casa-torre de Alvarado

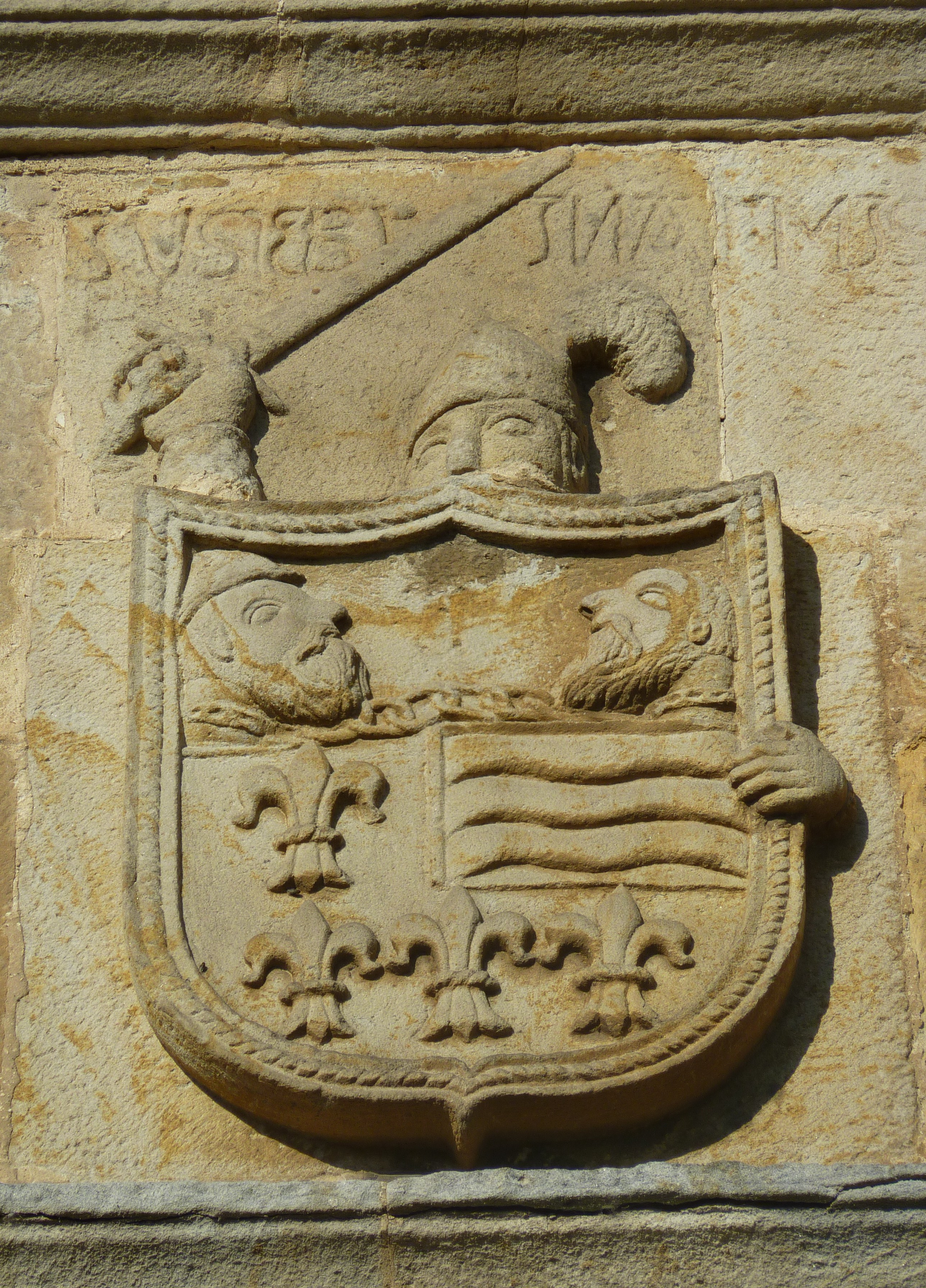
Escudo de Sota en la fachada principal de la torre.

La casa-torre de Alvarado es una torre defensiva situada en el barrio La Maza de la localidad de Heras, en Medio Cudeyo (Cantabria, España). Fue construida en el siglo XVI, siendo el edificio más antiguo de la localidad. Actualmente está en mal estado.

## Historia
Esta casa solar constituía el cuerpo principal del mayorazgo fundado en Heras por don Juan Sainz de Alvarado y Bocerraiz en 1573. Su construcción se enmarca dentro de un escenario geográfico cántabro salpicado por numerosas fortificaciones familiares destinadas a defender la costa de ataques y a la protección dentro de las luchas de banderías. Como tal esta casa-torre rural se insertaba en la alineación de torres que caracterizaban el conjunto defensivo de las vías de comunicación y entornos costeros de la bahía de Santander.

## Descripción
La edificación es una buena muestra de la transición que se produce entre la torre medieval de carácter más defensivo hacia las casonas montañesas solariegas de la Edad Moderna. La forma cúbica de su diseño, en el que ya se insertan elementos decorativos aislados refleja estas fusión entre la estética de la torre fuerte y las arquitectura burgalesa del siglo XVI, de la que emana la minuciosa estética que le confiere la ventana conopial de su fachada principal. La continuidad del muro de sillarejo únicamente se interrumpe por los vanos, esquinales y el arco de medio punto de entrada, cuya rosca se estructura mediante grandes sillares.
La torre tiene dos blasones correspondientes a diferentes épocas, reflejo de la posesión sobre ellas ejercieron la casa de Velasco, primero, y la de Sota, después. El escudo más antiguo aparece desornamentado, sobre una ventana y bajo un simple guardapolvo. Es medio partido y medio cortado, formando un cuartel franco en el canto superior de la izquierda, en el que se observa unas ondas de agua. En el canto de la derecha presenta una flor de lis y en punta otras tres, siendo estas las armas de los Alvarado. En el frente principal, sobre una ventana guarnecida sobre pilastras, ménsulas y pináculos de gusto plateresco se vuelve esculpir el escudo de Alvarado, pero con la variante de llevar en jefe dos cabezas sujetas con una cadena. Sale por detrás de la tarjeta un guerrero empuñando una espada con la leyenda:

JUST EST IN ARMIS (El derecho está en las armas).